# Hong Kong Challenge
Le Hong Kong Challenge (officiellement Sun Hung Kai Properties Hong Kong Challenge) est une course cycliste d'un jour hongkongaise organisée en 2017 et 2023. Elle est classée en catégorie 1.1 au sein de l'UCI Asia Tour.

## Palmarès
| Année | Vainqueur         | Deuxième      | Troisième       |
| ----- | ----------------- | ------------- | --------------- |
| 2017  | Matej Mohorič     | Robbie Hucker | Yukiya Arashiro |
| 2023  | Lukas Pöstlberger | Kane Richards | Zdeněk Štybar   |